# 古德蘭鎮區 (明尼蘇達州艾塔斯卡縣)
古德蘭鎮區（英語：Goodland Township）是位於美國明尼蘇達州艾塔斯卡縣的一個行政鎮區。

## 地方資料
古德蘭鎮區的面積為187.33平方千米，當中陸地面積為179.57平方千米，而水域面積為7.76平方千米。根據2020年美國人口普查的數據，當地共有人口473人，而人口密度為每平方千米2.52人。